# Brauerei A.Fischer II
Brauerei A.Fischer – browar w Gdańsku przy Pfefferstadt 20 (ul. Korzenna) działający od XIX wieku do roku 1911. Jeden z czterech browarów należących do rodziny Fischer.

## Historia
Browar rozpoczął działalność w XIX w. Do 1822 funkcjonował pod nazwą Schöler, następnie - A. Fischer (1822-1867), w 1867 przeszedł w ręce firmy L.O. Kämmerer (1867-1891), a następnie w 1892 Louisa Nordta (Kämmerer L.O. Inh. Louis Nordt). Uległ likwidacji w 1911.
W 1897 zatrudniał 17 pracowników, w 1907 - 13 prac.

### Kolejne nazwy
- Schöler -1822
- A. Fischer 1822-1867
- L.O. Kämmerer 1867-1891
- Kämmerer L.O. Inh. Louis Nordt 1892-1911